# Tribunal Supremo Electoral de El Salvador
El Tribunal Supremo Electoral (TSE) es la máxima autoridad electoral de El Salvador, es una institución con autonomía jurisdiccional, administrativa y financiera. Las resoluciones que el TSE pronuncie en el ejercicio de sus funciones serán de obligatorio acatamiento por cualesquiera autoridades y particulares a quienes vayan dirigidas.
Es la institución encargada de organizar, supervisar y garantizar la transparencia de los procesos electorales del país. Sus funciones incluyen la administración de elecciones, la verificación del registro de votantes, la proclamación de resultados y la resolución de disputas electorales. Además de tener responsabilidades relacionadas con la elaboración de normativas electorales y la promoción de la participación ciudadana en el sistema democrático.

## Historia
En 1950, el Gobierno de turno, conformado por un Consejo de Gobierno Revolucionario (CGR), convocó a una Asamblea Constituyente para que se promulgara una nueva Constitución. En la Constitución de 1950 se creó el Consejo Central de Elecciones (CCE), que se erigió con la institución encargada de la conducción y control de los procesos electorales, y que cuyas funciones estaban reguladas por la Ley Transitoria Electoral promulgada el 12 de enero de aquel año. El CCE estaba integrado por 3 miembros propietarios y 3 suplentes; uno designado por el CGR y el otro por la Corte Suprema de Justicia; quienes al iniciar sus funciones elegirían al tercero. El CCE sería la máxima autoridad en materia electoral y que actuaría de forma autónoma.
En octubre de 1979 se da el último golpe de Estado en El Salvador, lo que dio pie a la elaboración de una nueva Constitución, que fue promulgada en 1983, en la que se mantiene al Consejo Central de Elecciones como la máxima autoridad en materia electoral, sin mayores cambios estructurales.
Posteriormente, a raíz de los Acuerdos de Paz de Chapultepec (México) celebrados el 12 de enero de 1992, y que pusieron fin al conflicto armado (1980-1991), el Gobierno y el Frente Farabundo Martí para la Liberación Nacional (FMLN) introducen reformas a algunas de las instituciones existentes. Como punto destacado de los Acuerdos, específicamente en el acápite III numeral 1 sobre las reformas constitucionales, se acordó la eliminación del Consejo Central de Elecciones (CCE) y en su lugar se creó el Tribunal Supremo Electoral (TSE).
Así, el TSE fue creado mediante la reforma constitucional, promulgada mediante el Decreto Legislativo N.º 64, de 31 de octubre de 1991, publicado en el Diario Oficial Nº 217, Tomo 313, de 20 de noviembre de 1991. Los artículos 208 y 209 del actual texto constitucional regulan la conformación y competencias del TSE.
En el artículo 208 Cn. se establece que el TSE estará integrado por 5 magistrados propietarios y sus respectivos suplentes, para un período de 5 años en sus cargos, los cuales serán designados por la Asamblea Legislativa, tres provenientes de las ternas propuestas por los partidos políticos o coaliciones que hayan obtenido mayor número de votos en la última elección presidencial y los dos restantes son elegidos de ternas presentadas por la Corte Suprema de Justicia. Su Presidente provendrá de la terna propuesta por el partido político que haya obtenido mayor número de votos en la última elección presidencial.
De acuerdo con el artículo 208 Cn., el TSE es la máxima autoridad en materia electoral, sin perjuicio de los recursos que establece la Constitución por violaciones contra ella.
Asimismo, el TSE es una institución con autonomía jurisdiccional, administrativa y financiera. El TSE tiene su sede en San Salvador, capital de la República de El Salvador, y ejerce su jurisdicción en todo el territorio nacional.

### Misión
«Garantizar a la sociedad salvadoreña la administración autónoma y efectiva de procesos electorales democráticos; un registro electoral confiable; una pronta y cumplida justicia electoral; el pleno ejercicio de los derechos políticos y el fomento de una cultura cívico democrática».

### Visión
«Ser una institución moderna, con prestigio nacional e internacional, que contribuya a consolidar la democracia salvadoreña, a través del fomento de una cultura cívico electoral; de la realización de procesos electorales confiables y jurisdiccionales con apego al ordenamiento jurídico».

## Composición
El artículo 208 de la Constitución de El Salvador, establece que el TSE estará formado por cinco magistrados propietarios e igual número de suplentes, elegidos para un período de cinco años por la Asamblea Legislativa. También establece que tres de ellos serán electos, uno de cada uno de ternas propuestas por los tres partidos políticos que hayan obtenido mayor número de votos en la última elección presidencial. Los dos magistrados restantes serán elegidos, de dos ternas propuestas por la Corte Suprema de Justicia y no deben tener ninguna afiliación partidista. 
De acuerdo al Código Electoral en su artículo 44 declara que para optar al cargo de magistrado debe cumplir con los siguientes requisitos:
1. Para los tres magistrados propuestos por los partidos políticos o coaliciones que hayan obtenido el mayor número de votos en la última elección presidencial, se requiere ser salvadoreño o salvadoreña, mayor de treinta años de edad, del estado seglar, de notoria instrucción y honradez, estar en el ejercicio de los derechos de ciudadano o ciudadana y haberlo estado en los cinco años anteriores a su elección; y,
2. Los dos magistrados restantes propuestos por la Corte Suprema de Justicia deberán reunir los requisitos para ser magistrado de las Cámaras de Segunda Instancia[5][6] y no tener ninguna afiliación partidista.

En el Código Electoral en su artículo 45 será impedimento para optar al cargo de magistrado por los siguientes puntos:
1. El presidente o Presidenta y el Vicepresidente o Vicepresidenta de la República, las y los Designados a la presidencia de la República, las y los ministros y las y los viceministros de Estado, el presidente o presidenta de la Asamblea Legislativa, el presidente o presidenta y magistrados de la Corte Suprema de Justicia, el presidente o presidenta y magistrados de la Corte de Cuentas de la República, la o el fiscal General de la República, el Procurador o Procuradora General de la República y el Procurador o Procuradora para la Defensa de los Derechos Humanos;
2. Los y las militares de alta o que lo hayan estado en los tres años anteriores al inicio del período de su elección;
3. Los funcionarios o funcionarias que ejerzan jurisdicción judicial;
4. El o la cónyuge o los parientes por adopción o dentro del cuarto grado de consanguinidad o el segundo de afinidad de alguno de los magistrados del Tribunal o de los funcionarios a que se refiere el literal 1) de este artículo;
5. Las personas contempladas en el artículo 7 de este Código;
6. Los que hubiesen administrado o manejado fondos públicos, mientras no obtengan el finiquito de sus cuentas;
7. Los contratistas y subcontratistas de obras o empresas públicas que se costeen con fondos del Estado o del Municipio, sus caucioneros y los que, de resulta de tales obras o empresas, tengan pendientes reclamaciones de interés propio; y,
8. Los deudores de la Hacienda Pública o municipal que estén en mora.

### Miembros actuales
El 26 de septiembre de 2024 fueron electos y juramentados como magistrados para el periodo 2024-2029:
| Título                | Propietario                        | Suplente                          |
| --------------------- | ---------------------------------- | --------------------------------- |
| Magistrada presidenta | Roxana Seledonia Soriano de Viaud  | Karen Elizabeth González de Girón |
| Magistrado            | Francisco Rubén Alvarado Fuentes   | René Amílcar Claros               |
| Magistrado            | Cecilia María Marroquín Castro     | Irvin Antonio Castillo López      |
| Magistrado            | Karla Cecilia Guandique de Miranda | Mario Antonio Alas Ramírez        |
| Magistrado            | Sofía Guadalupe Paniagua Meléndez  | Francisco Fernando Molina Castro  |

## Funciones
De conformidad a lo establecido en el artículo 208 de la Constitución de El Salvador y al Código Electoral, las funciones del TSE son las siguientes:
- La función administrativa, que consiste en planear, organizar y ejecutar los procesos electorales en El Salvador para la elección de los cargos de elección popular siguientes:
  - Presidente y Vicepresidente de la República
  - Diputados a la Asamblea Legislativa
  - Diputados al Parlamento Centroamericano
  - Alcaldes y Concejos Municipales.
- La función jurisdiccional, que consiste en ser la única instancia competente para impartir justicia electoral, en casos como las demandas de los ciudadanos ante la violación de sus derechos electorales o dirimir conflictos entre los partidos políticos.

### Atribuciones administrativas
El Tribunal Supremo Electoral (TSE) es el organismo encargado de la organización y logística de los procesos electorales en El Salvador. La legislación electoral establece el mecanismo de toma de decisiones, tanto administrativas como jurisdiccionales, donde toda resolución o acuerdo del TSE debe ser adoptado por mayoría de sus magistrados. Para ciertas resoluciones, la legislación electoral requiere mayorías especiales según los temas a tratar.
Las responsabilidades del TSE incluyen la convocatoria, organización, dirección y supervisión de los procesos electorales, que abarcan elecciones presidenciales, legislativas, municipales y del Parlamento Centroamericano. Además, el TSE lleva a cabo los escrutinios preliminares y definitivos, otorga las credenciales a los funcionarios electos, imparte instrucciones para el funcionamiento de los organismos electorales, mantiene actualizado el registro electoral y el registro de partidos políticos inscritos, coaliciones y candidatos. Esto incluye a los candidatos no partidarios en las elecciones legislativas. Asimismo, el TSE es responsable de preparar los presupuestos de gastos para años ordinarios, preelectorales y electorales, de acuerdo con lo establecido en el Código Electoral y las disposiciones específicas para la postulación de candidaturas no partidarias en las elecciones legislativas.
El Tribunal Supremo Electoral (TSE) tiene facultades administrativas relacionadas con la contratación y gestión de su personal en El Salvador. En ausencia de un servicio profesional permanente en asuntos electorales en el país, el TSE, por mayoría calificada de los magistrados que lo componen, está encargado de designar de manera "equilibrada" a los funcionarios y al personal. Además, tiene la autoridad para tomar decisiones sobre traslados, remociones y sanciones en casos de faltas administrativas (según el artículo 64, literales a.iii y a.xiii del Código Electoral). Es destacable que el TSE no cuenta con un régimen específico de empleo público independiente de los cambios políticos, lo cual podría contribuir a la estabilidad en el empleo, preservar la experiencia y fomentar la especialización del personal.
El Tribunal Supremo Electoral (TSE) tiene la responsabilidad de administrar el proceso de constitución, verificación de requisitos de inscripción, registro y cancelación de los partidos políticos en El Salvador. También supervisa las obligaciones de estas organizaciones en términos de transparencia y rendición de cuentas, así como los asuntos relacionados con su democracia interna. El TSE clasifica las infracciones cometidas por los partidos políticos y establece sanciones de acuerdo con la normativa correspondiente, según lo establecido en el artículo 63, literal p, del Código Electoral.

### Atribuciones jurisdiccionales
El modelo concentrado que define a la autoridad electoral salvadoreña le otorga funciones jurisdiccionales en materia electoral. El organismo electoral funciona como una entidad administrativa con poderes jurisdiccionales. En consonancia con esta premisa, el legislador estableció como atribuciones del organismo electoral, mediante acuerdo de mayoría calificada de sus miembros, la capacidad de conocer y resolver toda clase de acciones, excepciones, peticiones, recursos e incidentes que puedan presentarse según lo establecido en el Código Electoral. Además, tiene la competencia de revisar y resolver los recursos interpuestos contra las resoluciones de las Juntas Electorales Departamentales, así como de atender y resolver las solicitudes de anulación de elecciones y los pedidos de nulidad de los escrutinios definitivos, según lo estipulado en el artículo 64, literales a.v, a.xi y a.xii del Código Electoral.